# Melinda Gebbie

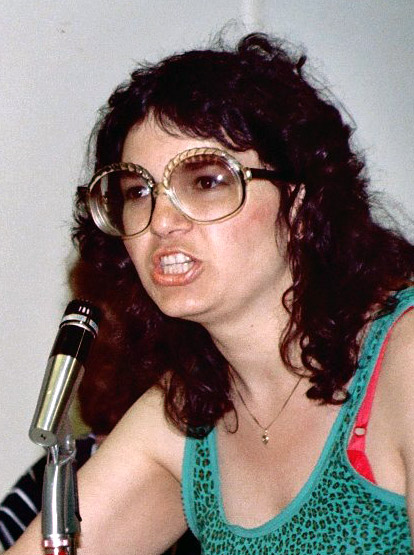
Melinda Gebbie (1982)

Melinda Gebbie (* 1937 in San Francisco) ist eine US-amerikanische Comiczeichnerin, -Autorin und Illustratorin. Ihr bekanntestes Werk ist Lost Girls, an dem sie die Arbeit Anfang der 1990er-Jahre zusammen mit Alan Moore begann und das 2006 bei Top Shelf Productions erschienen ist.

## Leben
Melinda Gebbie wurde in San Francisco geboren. In den frühen 1970er-Jahren begann sie ihre Arbeiten als Comicautorin. Ihre ersten Arbeiten erschienen in der Anthologie Wimmen’s Comix (Last Gasp, 1970–1991). Weitere Beiträge wurden in Tits & Clits, Wet Satin, and Anarchy Comics veröffentlicht. 1977 erschien ihr vollständiges eigenes Buch Fresca Zizis (Last Gasp, 1977). Mit diesen Arbeiten wurde sie im Bereich der Underground Comix bekannt.
Als sie 1984 nach England übersiedelte, konnte sie dort von dieser Bekanntheit jedoch nicht profitieren und begann eine Arbeit als Illustratorin für den Animationsfilm When the Wind Blows (Wenn der Wind weht). Nach ungefähr einem Jahr, führte sie ihre Mitarbeit an Strip AIDS wieder in den Bereich der Comics zurück. Hier begegnete sie zum ersten Mal ihrem späteren Ehemann Alan Moore. Einige Jahre war sie nun als reguläre Mitarbeiterin im Comicgeschäft tätig bis Neil Gaiman sie Anfang der 1990er-Jahre erneut mit Alan Moore zusammenbrachte. Das gemeinsame Projekt von Moore und Gebbie, ein 8-seitiger Beitrag zu dem nie erschienenen Buch The Tales of Shangri-La, wuchs sich zum Buch Lost Girls aus. Einzelne Kapitel erschienen zunächst in Taboo (Ausgabe 5, Kitchen Sink Press, 1991). Erst 2006, 15 Jahre später, wurde das vollständige Buch von Top Shelf Productions veröffentlicht. Während der Arbeit an Lost Girls erschufen Gebbie und Moore die Heldin Cobweb, deren Geschichten in der Anthologie Tomorrow Stories (America’s Best Comics, 1999-) zwischen 1999 und 2002 veröffentlicht wurden.

## Werke
Comics u. a.:
- Fresca Zizis (Last Gasp Publishing, 1977, ISBN 0-86719-083-3)
- Lost Girls (Text: Alan Moore, Top Shelf Productions, 2006, ISBN 1-891830-74-0)

### Anthologien
Beiträge zu Comic-Anthologien:
- Cobweb (zusammen mit Alan Moore, in Tomorrow Stories #1–8, America’s Best Comics/Wildstorm, 1999–2002)
- Heartbreak Hotel
- Strip AIDS
- "The Cockpit" (in Wet Satin #1, Last Gasp Publishing)
- "My Three Swans" (in Young Lust #6, Last Gasp Publishing)
- Wimmen's Comix #4–7 (Last Gasp Publishing)
- Tits & Clits (Nanny Goat Productions)
- Anarchy (Last Gasp Publishing)